# Giovanni Bermone
Giovanni Bermone (Rivarolo Canavese, 14 giugno 1915 – Chiavari, 4 giugno 1993) è stato un calciatore italiano, di ruolo attaccante.

## Carriera
Giocò per sei stagioni, di cui cinque in Serie B, con la maglia dello Spezia, squadra della quale è il più giovane esordiente, avendo debuttato nella partita contro il Cagliari all'età di 16 anni e 364 giorni.
Nel 1937 passa al Genova 1893 dove giocò una sola partita, il 2 gennaio 1938, nella trasferta vittoriosa per i rossoblu 4-0 contro la Lucchese, ove segnò anche una rete.
Nel 1938 passa al Pisa, sodalizio con cui ottiene il tredicesimo posto della Serie B 1938-1939.
Dal 1940 al 1943 è in forza alla Juve Domo, club con cui si piazza al nono posto del Girone D della Serie C 1942-1943.

## Palmarès

### Club

#### Competizioni nazionali
- Serie C: 1

Spezia: 1935-1936